# 周家駒
周家駒（Chow Ka Kui，1988年1月7日—），生於香港，香港籃球運動員，司職控球後衛，現時效力香港甲一籃球聯賽球隊滿貫。

## 籃球生涯
周家駒生於香港，小學就讀天主教溥仁學校（2000年上午校），中學就讀體育名校英華書院，為校隊主力球員，2013年，周家駒因受膝蓋傷患影響於全季只上陣一場，到2015年轉會福建，成為重心球員，更協助球隊於常規賽尾段擊退東方和於季軍賽對永倫時拿下一場表現讓人眼前一亮，而他於2017年球季為福建貢獻場均9.6分2.8籃板2.4助攻，球季完結後轉會升班馬球隊滿貫。

## 外部連結
- 周家駒在archive.fiba.com（archived）（英语）
- 周家駒在Eurobasket.com（球員）（英语）
- 周家駒在RealGM（英语）